# إسماعيل غسبرينسكي
إسماعيل غسبرينسكي وغسبرالي (20 مارس 1851- 11 سبتمبر 1914) مفكر ومعلم وناشر وسياسي قرمي. وكان واحدا من أوائل المثقفين المسلمين في الإمبراطورية الروسية، الذين أدركوا الحاجة إلى التعليم والإصلاح الثقافي وتحديث المجتمعات التركية والإسلامية. واسمه نسبة إلى بلدة غاسبرا في شبه جزيرة القرم.
إسماعيل غسبرينسكي

## روابط خارجية
- إسماعيل غسبرينسكي على موقع الموسوعة البريطانية (الإنجليزية)